# Willi Apel
Willi Apel (Konitz, 1893. október 10. – Bloomington, Indiana, 1988. március 14.) német születésű amerikai zenetudós, a 20. századi zenetudomány egyik jelentős alakja.

## Életpályája
Az első világháború előtt, majd a világháborút követően matematikát tanult Weimarban. Érdeklődése fokozatosan a zene felé fordult, zongorát, majd zenetudományt kezdett tanulni. 1936-ban doktorált Berlinben a 15. és 16. századi tonalitásról írt disszertációjával. Még abban az évben elhagyta Németországot és az Egyesült Államokba emigrált. 1938 és 1942 között a Harvard Egyetemen tanított, majd Bloomingtonba költözött és az 1950-es évek elejétől évtizedekig tanított az Indianai Egyetemen. 1988-as halála után özvegye alapítványt hozott létre emlékére az Indianai Egyetemen tanuló, régi zenével foglalkozó diákok részére.

## Főbb művei
- The Notation of Polyphonic Music 900–1600 (1942)
- Harvard Dictionary of Music (1944) (szerkesztő)
- Masters of Keyboard (1947)
- The Historical Anthology of Music Volume I: Oriental, Medieval and Renaissance Music, (1949)
- The Historical Anthology of Music Volume II: Baroque, Rococo and Pre-Classical Music, (1950)
- Gregorian Chant (1958)
- The History of Keyboard Music to 1700 (1967)